# Siedem cnót głównych

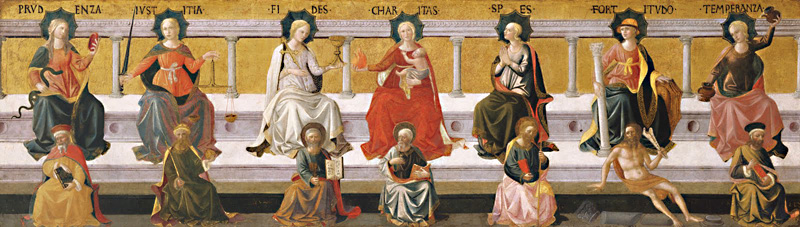
Siedem cnót głównych. U ich stóp siedzą odpowiadające im postacie biblijne i historyczne (od lewej): Solon, Salomon, Piotr Apostoł, Jan Ewangelista, Jakub Większy Apostoł, Samson, Scypion Afrykański Starszy. Pesellino, ok. 1460

Siedem cnót głównych – katalog siedmiu najważniejszych cnót moralnych ustalony w średniowiecznej filozofii moralnej, z połączenia czterech cnót kardynalnych i trzech teologalnych.
Siedem cnót głównych to:  
- wiara (łac. fides),
- nadzieja (łac. spes),
- miłość (łac. caritas),
- roztropność (łac. prudentia),
- sprawiedliwość (łac. iustitia),
- umiarkowanie (łac. temperantia),
- męstwo (łac. fortitudo).

## Cnoty kardynalne
Katalog czterech cnót naczelnych (roztropności, sprawiedliwości, umiarkowania i męstwa) ustalony został w starożytności przez Platona i przejęty przez późniejszych autorów. To, co znaczy każda z tych cnót, ulegało jednak zmianom, na które największy wpływ mieli Arystoteles, stoicy i Cyceron.
Pierwszy raz nazwy „cnoty kardynalne” użył św. Ambroży w dziele De officiis ministrorum (koniec IV w.), w którym dokonał też chrystianizacji cycerońskiej koncepcji cnót. Refleksja nad cnotami stała się ważnym tematem pisarzy okresu patrystycznego, np. Augustyna z Hippony .

## Cnoty teologalne
Odmienną genezę ma katalog trzech cnót teologalnych (teologicznych, boskich): wiary, nadziei, miłości. Wywodzą się one z pism Pawła z Tarsu, m.in. z Pierwszego listu do Koryntian:

Teraz widzimy jakby w zwierciadle, niejasno; wtedy zaś [zobaczymy Boga] twarzą w twarz: Teraz poznaję po części, wtedy zaś poznam tak, jak i zostałem poznany. Tak więc trwają wiara, nadzieja, miłość – te trzy: z nich zaś największa jest miłość. (1 Kor 13,12-13)

## Siedem cnót głównych

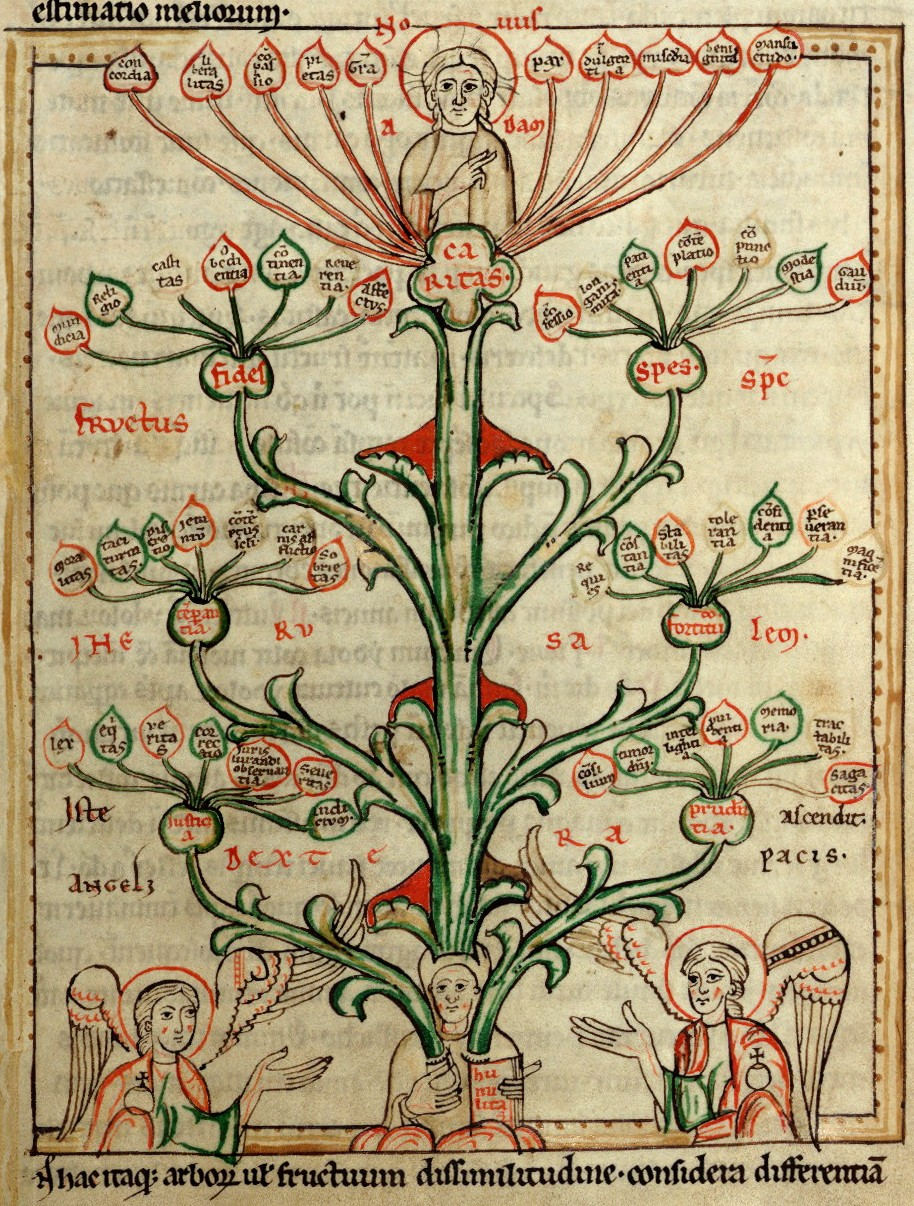
Drzewo cnót głównych. Cztery cnoty kardynalne umieszczone są niżej niż trzy cnoty teologiczne. Z każdej z cnót głównych wyrastają cnoty niższego rzędu. Speculum Virginum, XII w.

Od XII w. zaczęto łączyć cztery cnoty kardynalne i trzy teologalne w nowy katalog: siedmiu cnót głównych. Dodatkowo przeciwstawiano je siedmiu wadom (występkom, grzechom) głównym. Dużą rolę w upowszechnieniu tego katalogu miały: De quinque septenis Hugona ze św. Wiktora, Speculum morale pseudo-Wincentego z Beauvais oraz Suma teologiczna Tomasza z Akwinu.
Katalogi cnót odwoływały się do symbolicznego znaczenia poszczególnych liczb (trójki, czwórki i siódemki) i były łączone z innymi katalogami. W przypadku siedmiu cnót głównych było to: siedem grzechów, siedem sakramentów, siedem darów Ducha Świętego, siedem próśb Modlitwy Pańskiej, siedem słów Jezusa na krzyżu, siedem trąb i księga zamknięta na siedem pieczęci w Apokalipsie świętego Jana, a także siedem psalmów pokutnych.
Jednocześnie rozwijała się ikonografia siedmiu cnót. Alegorie cnót przedstawiane były najczęściej jako postacie kobiece lub aniołowie, z charakterystycznymi dla każdej z cnót atrybutami. Siedem cnót przedstawianych było w sposób statyczny lub w formie psychomachii – jako walczące lub tryumfujące nad siedmioma grzechami. Popularną w średniowieczu formą przedstawienia relacji między cnotami było drzewo cnót (arbor virtutum). Cnoty kardynalne były gałęziami niższymi, a teologalne wyższymi, przy czym najwyższą gałęzią była miłość (łac. caritas) .